# قطعنامه ۸۴۸ شورای امنیت
قطعنامه ۸۴۸ شورای امنیت سازمان ملل متحد که در تاریخ ۰۸ جولای ۱۹۹۳ تصویب شد، سندی بین‌المللی دربارهٔ پذیرش اعضای جدید سازمان ملل متحد: آندورا است. این قطعنامه طی نشست ۳۲۵۱ام تصویب شد.